# Scouts BSA

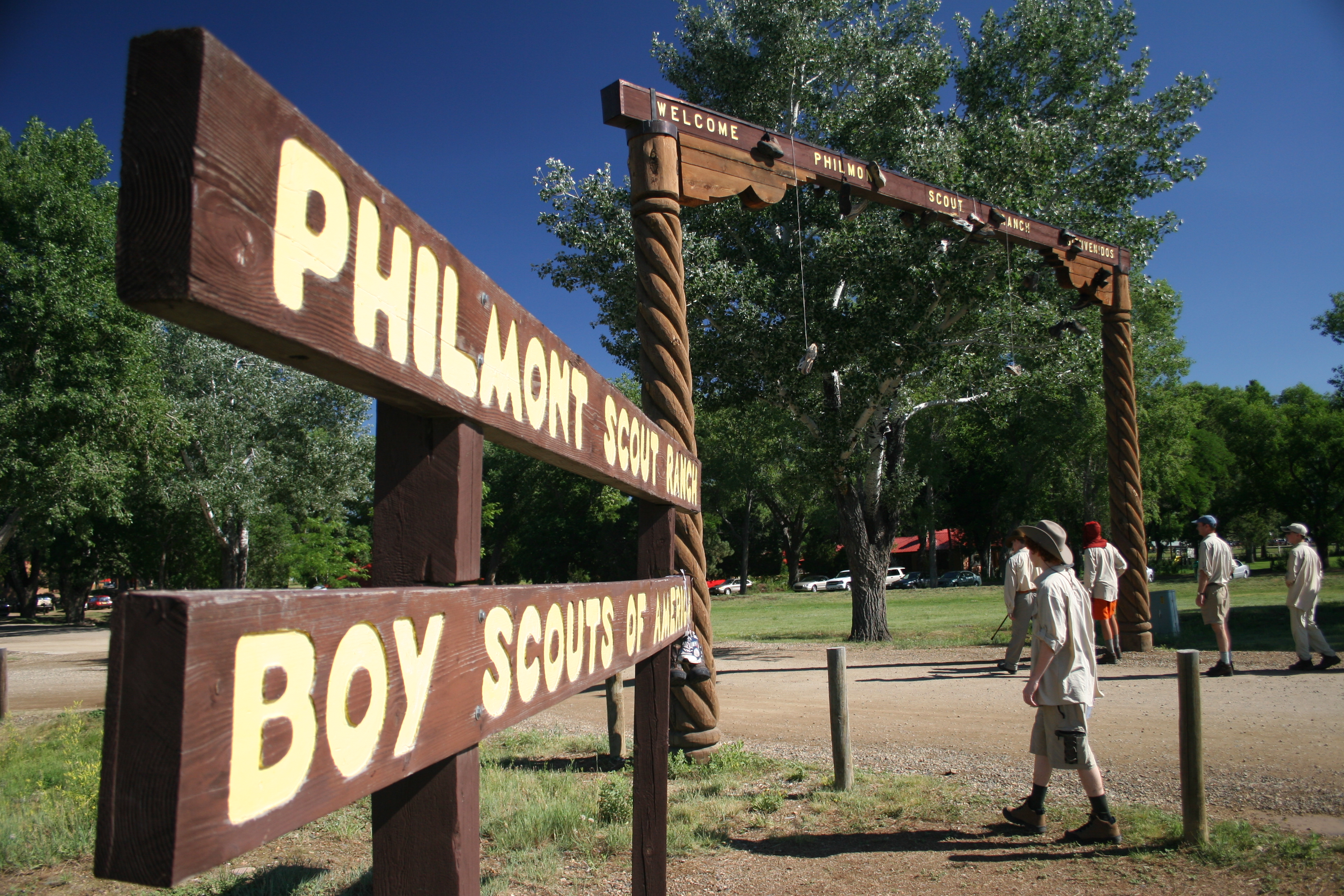
Camp de scouts des États-Unis.

Scouts BSA (anciennement Boy Scouting) est une des branches de l’organisation scoute américaine des Boy Scouts of America (BSA), accessible aux jeunes garçons de 10 à 17 ans. Elle est la plus ancienne des trois principales branches du mouvement (Cub Scouting, Boy Scouting et Venturing) et la plus importante en termes d’effectifs. Son programme s’inscrit dans celui du mouvement scout mondial et se base sur une série d’activités en plein air dont les objectifs sont le développement du caractère, de la citoyenneté et du bien-être physique de la jeunesse.
Le mouvement accueillait en son sein 61 495 garçons en 1911. À la fin de l’année 2005, il comptait 976 789 membres dont 543 971 chefs de troupe dans 42 811 troupes. Le terme de scouts, et dans une plus grande mesure celui de Boys, sont généralement utilisés pour désigner les Boy Scouts.